# Петренко, Михаил Николаевич
Михаил Николаевич Петренко (укр. Михайло Миколайович Петренко; 1817 год, возможно в Славянске, Изюмского уезда — 25 декабря 1862 года, Лебедин) — украинский поэт харьковской школы романтиков, автор стихотворений «Дивлюсь я на небо, та й думку гадаю…», «Взяв би я бандуру…», «Ходить хвиля по Осколу…», которые легли в основу народных песен.

## Биографические исследования

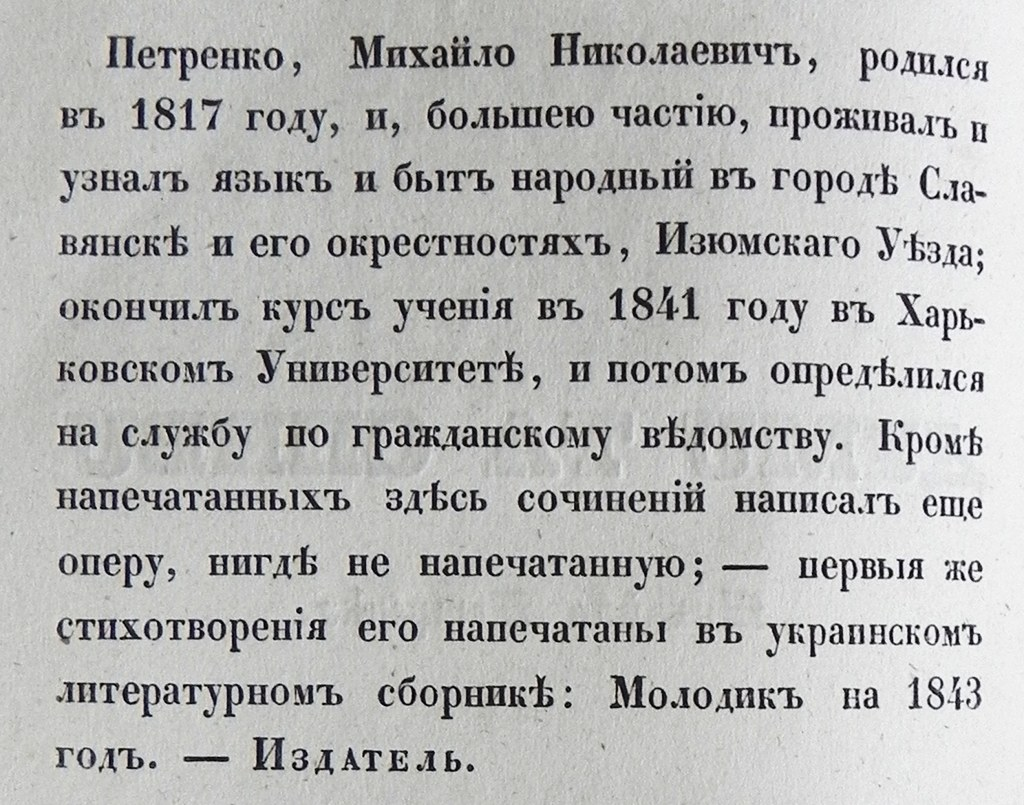
Южный русскій зборникъ, фрагмент страницы

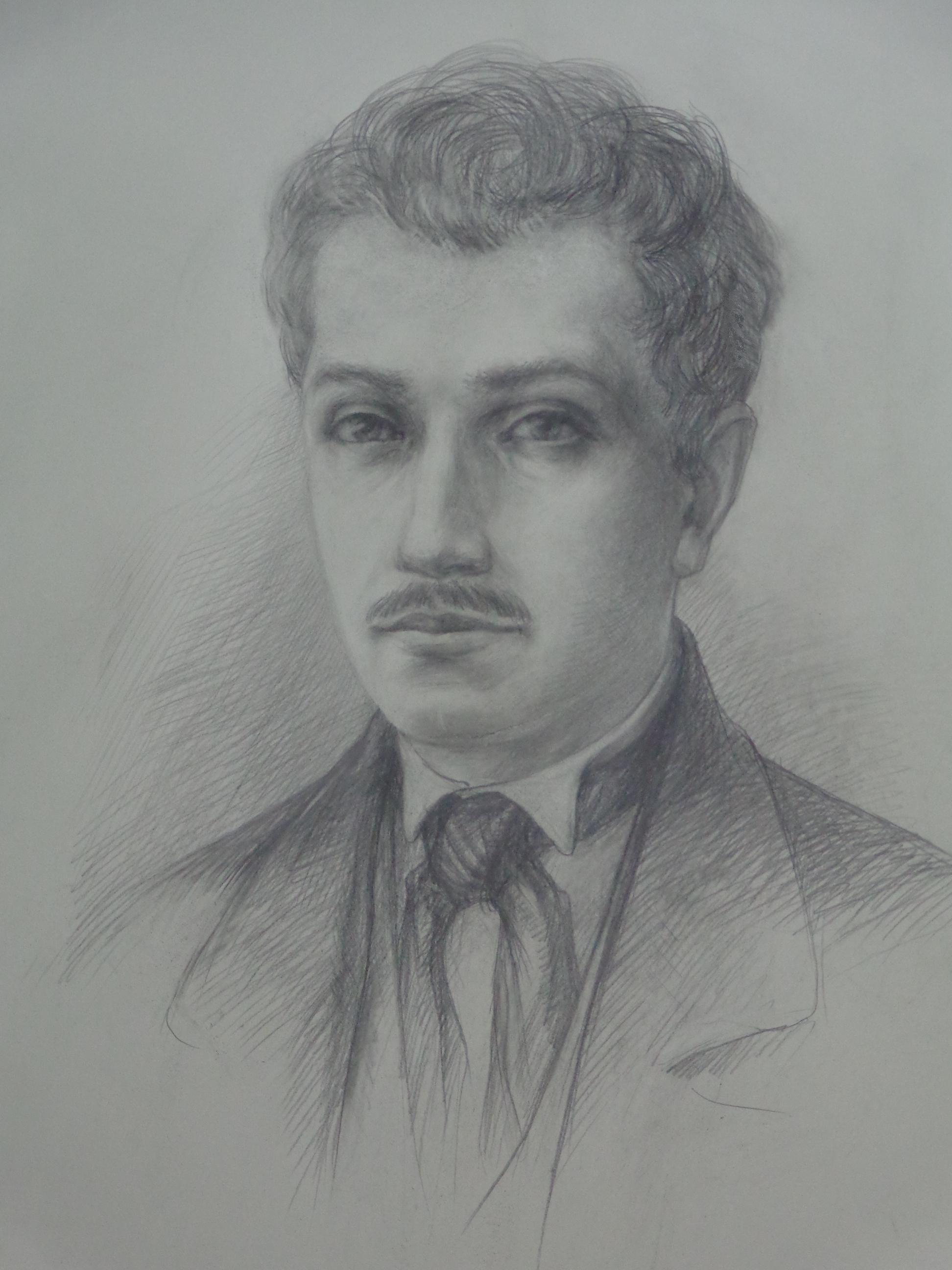
Портрет Михаила Петренко работы заслуженного художника Украины А. Чередниченко

О жизни и творчестве Михаила Петренко известно мало.
Впервые биографическая справка о Михаиле Петренко опубликована в 1848 году в «Южном русском сборнике», где были напечатаны некоторые его стихотворения. Издатель, украинский поэт и профессор этнографии Амвросий Метлинский сообщил так:
| Петренко, Михайло Николаевичъ, родился въ 1817 году, и, большею частію, проживалъ и узналъ языкъ и бытъ народный въ городѣ Славянскѣ и его окрестностяхъ, Изюмскаго Уѣзда; окончилъ курсъ ученія въ 1841 году въ Харьковском Университетѣ, и потомъ опредѣлился на службу по гражданскому вѣдомству. Кромѣ напечатанных здѣсь сочиненій написалъ ещё оперу, нигдѣ не напечатанную; — первыя же стихотворенія его напечатаны въ украинскомъ литературномъ сборникѣ: Молодикъ на 1843 годъ. |

В статье Г. Нудьги «Два поети-романтики» были рассмотрены ранее упоминаемые в литературе биографические данные М. Петренко, а также проанализированы стихотворения поэта в сопоставлении с его биографией.
В газете «Социалистический Донбасс» в 1956 году появилась статья И. Овчаренко «Дивлюсь я на небо», где впервые Михаил Петренко был представлен как автор известной народной песни.
Позднее, в 1984 году, в газете «Комуніст» И. Овчаренко в статье написал, как студенческий кружок книголюбов под руководством Н. М. Корниенко собирал информацию о семье Петренко, которая проживала в Славянске в ХІХ и XX веках. Архивным поиском о поэте активно занимались его потомки — Наталья Борисовна (правнучка по сыну поэта Николаю) и её муж Константин Михайлович Шептий, которые информировали И. Овчаренко о находках (например, «Формулярный списокъ о службѣ Лебединскаго Уѣзднаго Стряпчаго, Титулярнаго Совѣтника Михаила Николаевича Петренка. За 1858 годъ», «Книга регистрации родившихся, бракосочетавшихся и умерших 1862—1872 г.г. (Николаевская церковь г. Лебедина, Харьковской губернии)»). В статье также упоминался местный археолог-краевед А. Абрамова, который также исследовал биографию Петренко.
Фамилия Петренко, которая была одной из самых распространённых на территории не только Украины, осложняла поиск биографических сведений, так как в Славянске в то время проживало несколько родов Петренко, но не все они были родственниками. Это привело к появлению противоречивой информации, особенно славянского периода жизни Михаила Петренко и его родителей, которая зачастую не относилась к собственно поэту.
В результате обобщения исследований биографии Михаила Петренко и собственных поисков авторов была написана книга «Идентификация Петренко».
В ней рассматриваются следующие периоды жизни поэта:
- Славянский (детство),
- Харьковский (юность, студенческие годы, первые годы службы),
- пребывание за пределами Украины (гипотеза),
- Харьков и Волчанско-Лебединский (служба).

Несмотря на глубокие исследования, остаются «белые пятна» в биографии Михаила Петренко:
- документально не подтверждены город и место рождения[9],
- не установлена точная дата рождения,
- не выяснено место проживания его родителей в городе Славянске,
- неизвестно, где находился и чем занимался Михаил Петренко в период после окончании университета и до поступления на службу в Харьковскую палату криминального суда (июль 1844 г.),
- неизвестно место его захоронения в Лебедине[9],
- не найдены его фотографии или портреты.

Некоторые изображения поэта есть результат художественного воображения их авторов. Здесь представлен портрет Михаила Петренко, выполненный заслуженным художником Украины А. Н. Чередниченко.

## Происхождение
Отец Михаила Петренко — Николай Дмитриевич Петренко (родился в 1792 году) происходил из дворян и служил в «Славянской городовой ратуше» с 1806 года. В Формулярном списке Н. Д. Петренко на сентябрьскую треть 1828 года упоминается, что его жена имела деревянный дом в Славянске.
Послужной список Николая Петренко:
- В службу вступил в Городовую ратушу подканцеляристом — 22 августа 1806 года.
- Канцелярист — с 2 ноября 1807 года.
- Губернский регистратор — с 1 мая 1808 года.
- Коллежский регистратор — с 31 декабря 1812 года.
- Губернский секретарь — с 31 декабря 1816 года.
- Коллежский секретарь — с 31 декабря 1819 года.
- Титулярный советник — с 31 декабря 1822 года.

22 июня 1822 года указом Слободско-Украинского губернского правления назначен в ратушу секретарём. Среди чиновников этого учреждения служили также родственники Николая Петренко.

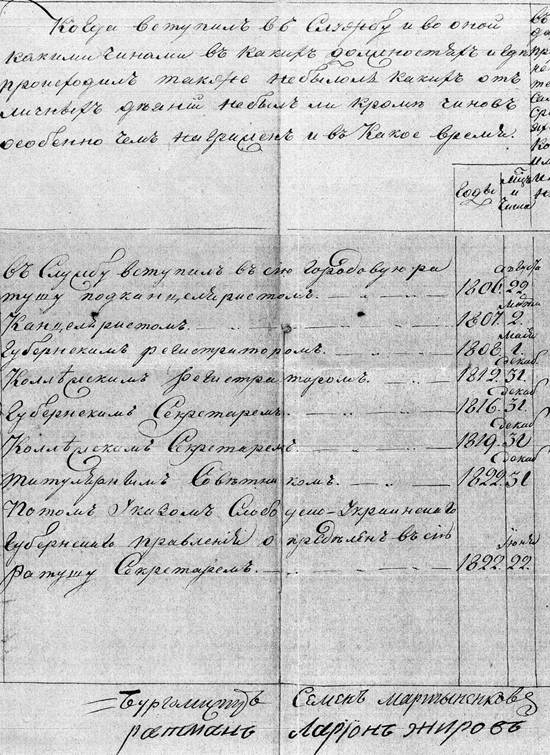
Из формулярного списка 1828 года

Известно, что в семье Николая Дмитриевича было шестеро детей: Ксения (1814), Михаил (1817), Алексей (1819), Настасья (1821), Евграф (1822 году) и Мария (1827).
Возможно, отец Михаила рано умер или погиб. Где и когда это случилось, а также место его захоронения, пока неизвестно. Документальных материалов по данному вопросу не обнаружено, но гипотеза основывается на анализе стихотворений поэта.
Дедом Михаила Николаевича был Петренко Дмитрий Иванович (1762 года рождения). Дмитрий Петренко женился 4 февраля 1789 года на дочери купца из Славянска — Ксении Борисовне Пятирублевой (1770 года рождения). Оба были православного вероисповедания и женились первым браком.

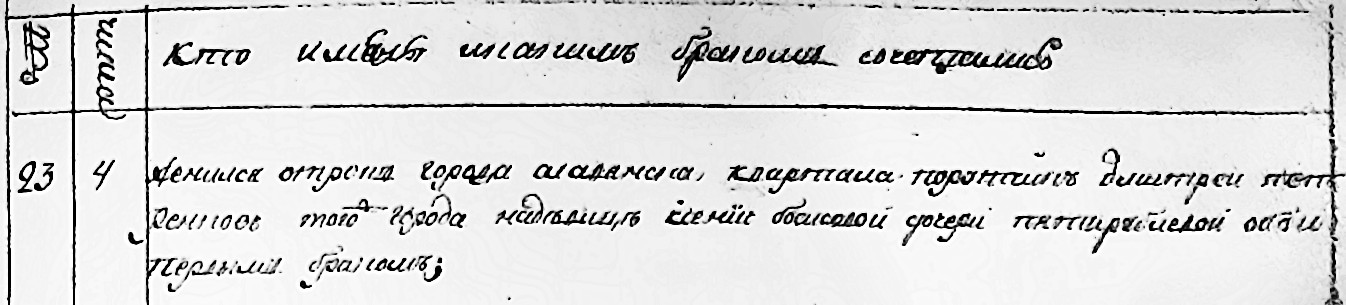
О бракосочетании деда Михаила Петренко

Возможно, дворянство рода Петренко, к которому принадлежит и Михаил Николаевич, началось именно с деда поэта, который служил квартальным поручиком (помощник квартального надзирателя). Это была полицейская должность (согласно Уставу благочиния 1782 года, чиновника избирали на три года), которая отвечала 12-му классу Табели о рангах Российской империи. Если чиновник вступал в должность с высшим классным чином, то он за ним сохранялся.
В семье Дмитрия Ивановича рождалось, по крайней мере, четверо детей: Екатерина (1790), Николай (1792), Мария (1794 года рождения — 10 августа, «восприемница» — Марфа Пятирублева[уточнить]), Григорий (1799).
Также в документах речь идёт об «годованике» Герасиме, который был приблизительно 1882 года рождения.

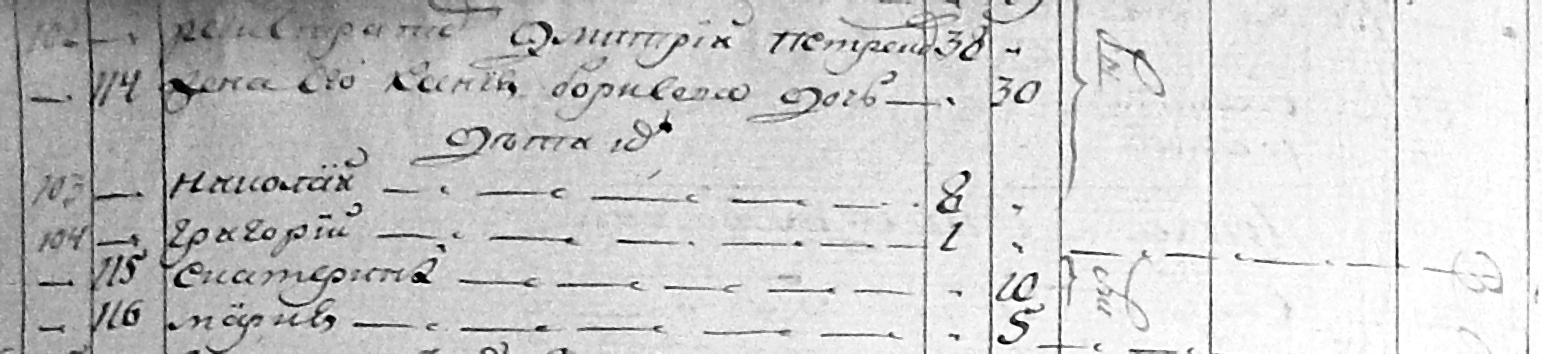
О детях деда Михаила Петренко

Согласно этим документам, Дмитрий Иванович в 1800 году служил регистратором. Именно в такой чиновнической семье могло легко и естественно возникнуть желание видеть своего потомка человеком образованным и достойным продолжателем рода на государственной службе. С достаточно большой уверенностью можно полагать, что решение Михаила о поступлении в университет, и именно на юридический факультет, не было случайным.

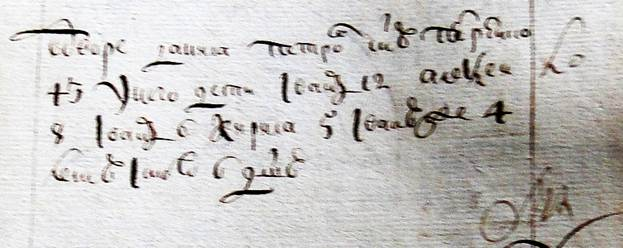
О детях прапрадеда Михаила Петренко

С большой вероятностью можно утверждать, что найдены записи и о прадеде Михаила Николаевича Петренко. Им мог быть военный обыватель Иван Даниилович Петренко (1722 года рождения). Некоторая информация о нём есть в исповедных росписях Воскресенской церкви Тора за 1776 год.

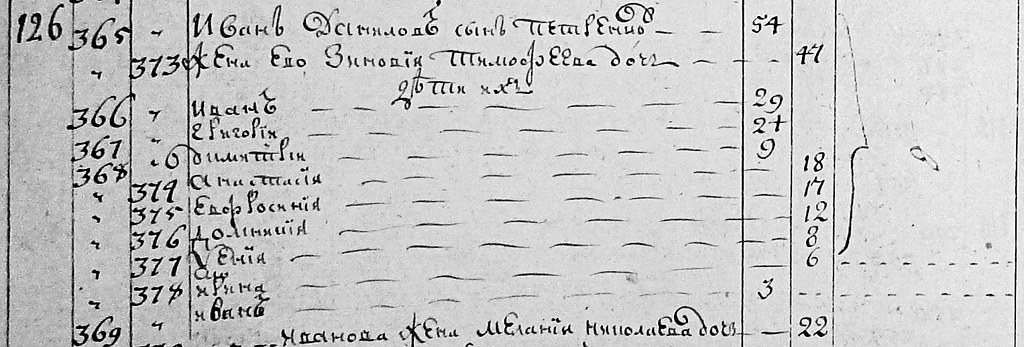
О детях прадеда Михаила Петренко

У Ивана Даниловича и его жены Зиновии Тимофеевны (1729 года рождения) было девять детей, среди них — Дмитрий Иванович Петренко (вычислен 1767 год рождения). По оценками генеалогов, вычисленная разница в дате рождения в 4-5 лет не является существенной (возможная ошибка при переписи документу) для тех времен. Однако до уточнения даты рождения по возможным другим документам, Иван Даниилович Петренко окончательно не рассматривается как прадед Михаила Петренко.
Принимая во внимание тот факт, что в 1765 году Императрицей Екатериной ІІ слободские казацкие полки были реформированы, Иван Даниилович мог служить раньше, например, в Изюмском слободском казацком полку.
Также, с большой вероятностью можно рассматривать Данилу Петровича Петренко (в 1732 г. ему было 45, ориентировочно 1687 года рождения), который был казаком Изюмского слободского казачьего полка в сотне крепости Тор (Славянск), как прапрадеда Михаила Николаевича. Такое предположение возможно, потому как у него был сын Иван Данилович (приблизительно 1720 года рождения). Эта информация открывается из документа 1732 года.

## Биография
Михаил Петренко родился в 1817 году предположительно в Славянске Слободско-Украинской губернии Российской империи в семье Губернского секретаря Николая Дмитриевича Петренко, который происходил из дворян и служил в «Славянской городовой ратуше» с 1806 года.
Михаил был вторым ребёнком в семье.
Где и как проходили начальные этапы обучения юного Михаила, пока неизвестно. Возможно лишь с определённой вероятностью полагать, что начальную школу или училище он оканчивал в городе Славянске Изюмского уезда.
По литературным данным приблизительно с 1833 года Михаил проживал и учился в Харькове.
После окончания учебного заведения, в котором Михаил Петренко обучался до университета (по-видимому, это не была Харьковская губернская гимназия, потому как его фамилия в доступных списках пока не обнаружена), Михаилу, по-видимому, не приходилось выбирать, потому как цель уже была давно намечена его родителями — юридический факультет Харьковского университета (престижнейший факультет престижнейшего университета).
В 1837 году Михаил Петренко был зачислен в Императорский Харьковский университет на юридический факультет.
В списке студентов четвёртого курса юридического факультета Михаил Петренко значился под номером 25:
| Петренко Михаилъ / Время вступленія въ Университетъ — 21 Сен. 1837. / Из какого званія — Об. оф. сынъ./ На какомъ содержаніи. — На собственномъ. |

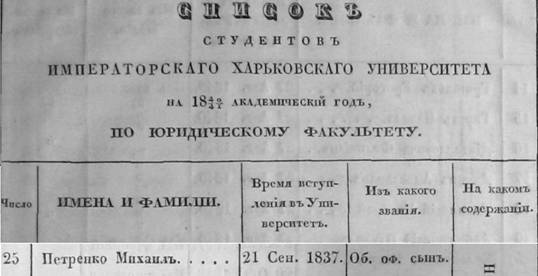
Список студентов, в котором указан Михаил Петренко

Позднее, в Формулярных списках указано:
| в 1841 году окончил полный курс наук в университете со степенью «действительнаго студента». |

Чем занимался Михаил Петренко в период после окончания обучения в университете и до вступления в должность канцелярского чиновника в Харьковскую Палату криминального суда в июле 1844 года, пока что остается неизвестным. Есть некоторые основания предполагать, что после окончания университета Михаил некоторое время проживал в Харькове и Царстве Польском.
Документальные упоминания о начале службы встречаются в Формулярных списках Михаила Петренко (в частности в Формулярном списке на 1850 год).
Далее, в соответствии с доступными на сегодняшний день документами, послужной список Михаила Петренко включал следующие должности: старший помощник столоначальника, столоначальник (август 1846), секретарь Волчанского уездного суда (август 1847), уездный стряпчий в Лебединском земском суде (с июля 1849).

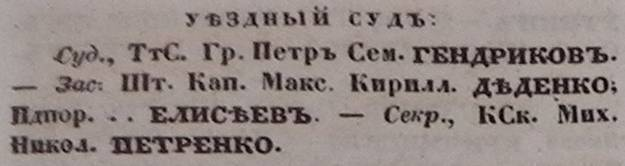
О Волчанском уездном суде из адрес-календаря

Продвижение по части чинов выглядело так: губернский секретарь (август 1844), коллежский секретарь (ноябрь 1846), титулярный советник (январь 1853) и коллежский асессор (после 1858).
Фактически, с 1849 года начинается Лебединский период жизни Михаила Петренко.

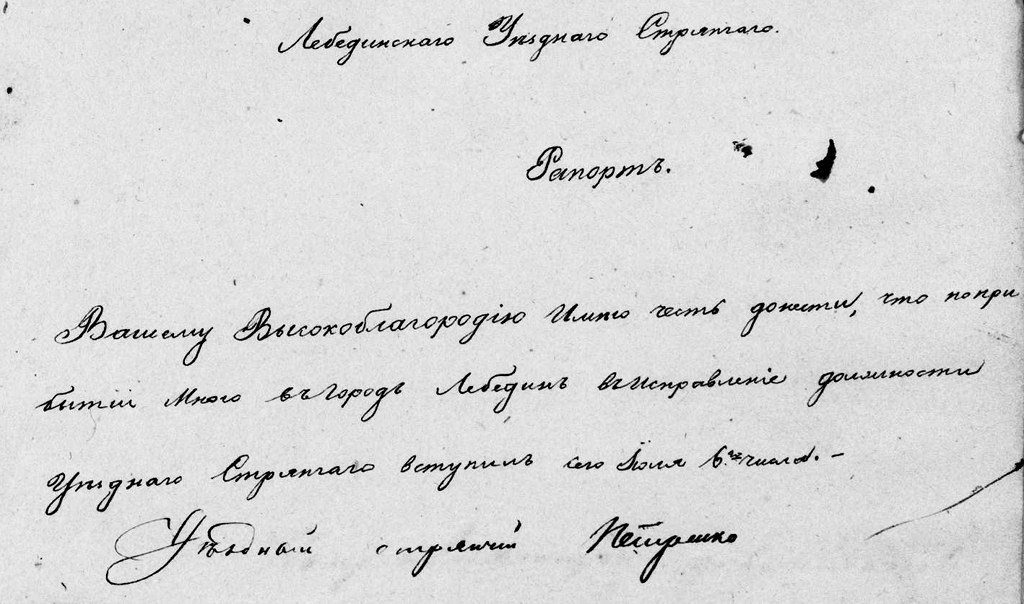
Рапорт о вступлении в службу в Лебедине

В Лебединском земском суде Михаил служил до конца 1862 года

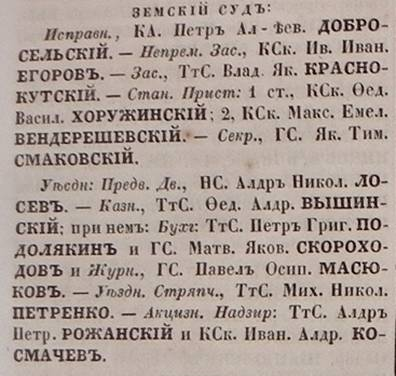
О земском суде в Лебедине из адрес-календаря

Следует отметить, что Лебединский земский суд находился в юрисдикции Министерства внутренних дел, однако, уездный стряпчий непосредственно подчинялся губернскому прокурору, поскольку эта должность принадлежала к Министерству юстиции.
Высоким приказом, отданным по гражданскому ведомству 22 января 1853 г. Михаил Николаевич награждён чином титулярного советника за выслугу лет.
Принимая во внимание, что очередной чин был присужден почти с трёхлетней задержкой по вине инстанции, которая занималась данным вопросом, старшинство в документах было указано от 26 ноября 1850 года.
По-видимому, Михаил был успешным служащим, что видно из перечня продвижений по службе в его формулярном списковые 1858 г., а также из выводов аттестационной комиссии: «аттестован способным и достойным».

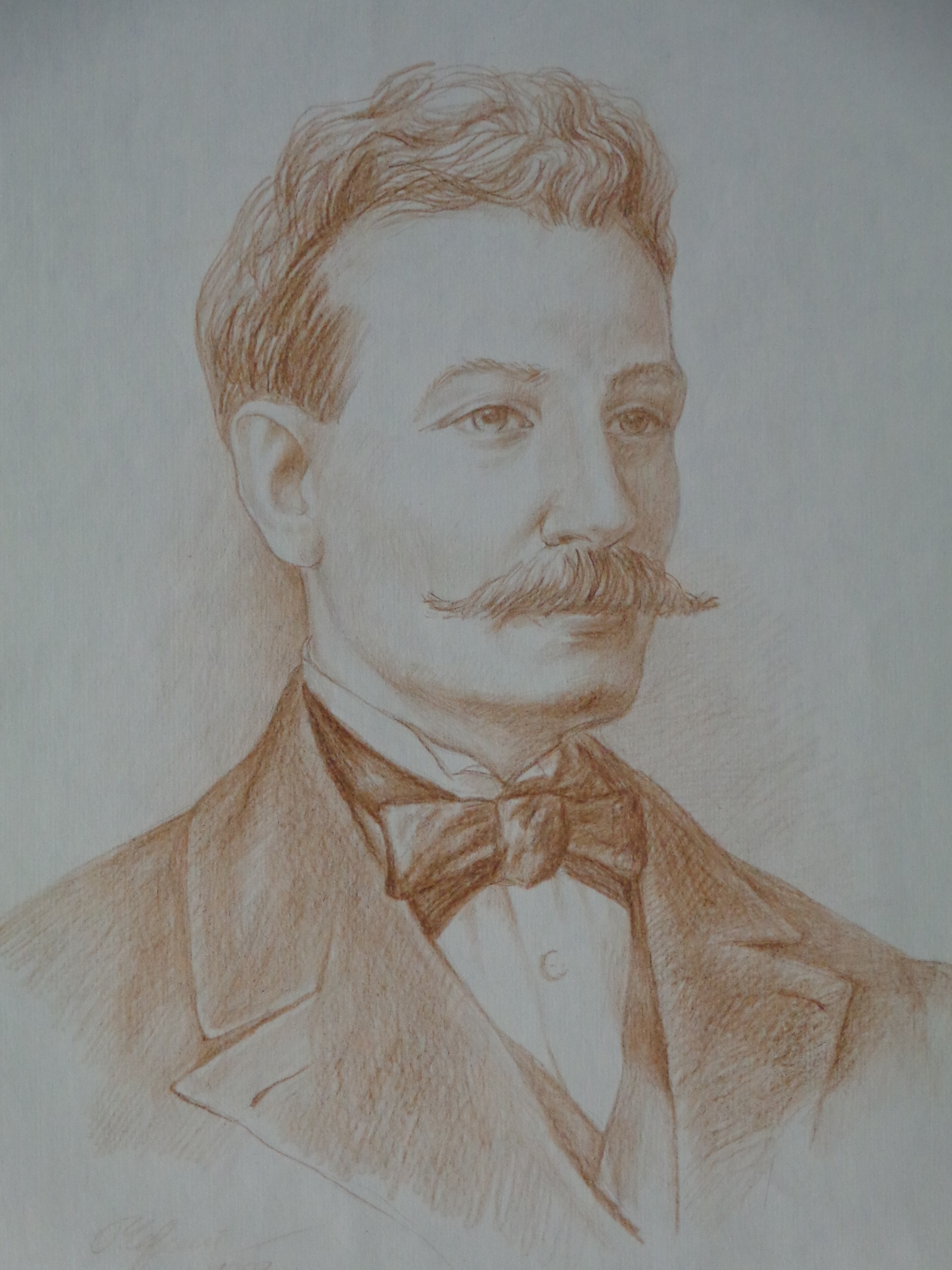
Портрет Михаила Петренко «чиновник» работы заслуженного художника Украины А. Чередниченко

О губернском секретаре Михаиле Николаевича Петренко упомянуто в «Списке личных дворян, проживающих в г. Харькове, служащих в Харьковской палате уголовного суда», который хранится в «Деле о потомственных и личных дворянах Харьковской губернии за 1845 год». По этому самому делу, в «Списке личных дворян, проживающих в г. Славянске, не служащих» значится родной брат Николая Дмитриевича (дядя Михаила Николаевича)
— титулярный советник Григорий Дмитриевич Петренко (1799 г. р.). Как и отец Михаила Николаевича, Григорий служил в Славянский городовой ратуше, вступив в службу в 1814 г.
В некоторых документах также указаны отпуска Михаила Петренко:
- в 1850 году: с 26 июня по 23 июля, 28 дней
- в 1852 году: с 4 июля по 2 августа, 28 дней
- в 1855 году: с 17 августа по 8 сентября

К должности являлся вовремя и в отставке не был.
В соответствии с Высочайшим манифестом, который состоялся 26 августа 1856 года, Михаил Петренко награждён медалью «В память войны 1853—1856 гг.» темной бронзы на Владимирской ленте, однако, участия в Крымской войне 1853—1856 гг. не принимал.
Умер Михаил Николаевич Петренко в городе Лебедине Харьковской губернии, о чём произведена соответствующая запись в метрической книге Николаевской церкви города Лебедина за 1862 год:
| … № 14. 1862 годъ, 25 декабря умер, 27 декабря погребенъ. «Города Лебедина Уѣздный Стряпчій Коллежский Асессоръ Михаилъ Николаевъ сынъ Петренко, сорока пяти летъ. — 45. Отъ горячки. Кто совершалъ погребеніе и где погребенъ/ … на отведенномъ приходскомъ кладбыще». |

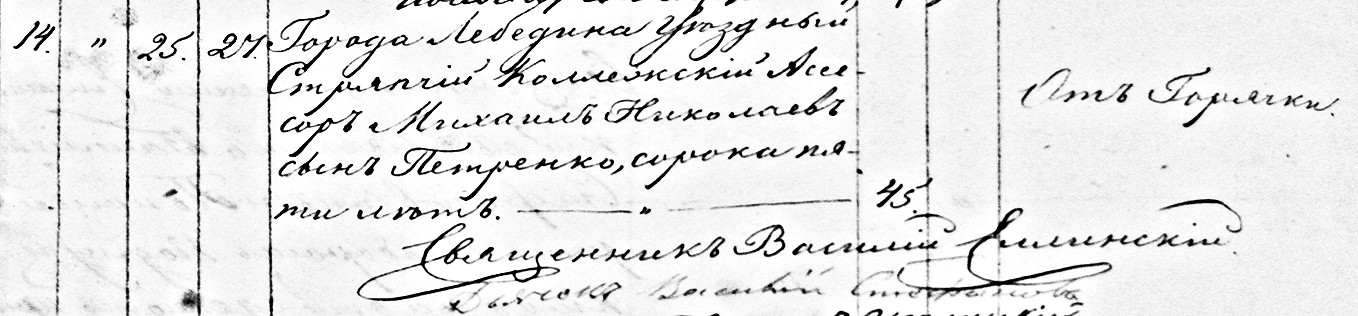
О смерти Михаила Петренко из метрики Николаевской церкви г. Лебедина

Отпевали М. Петренко в Николаевской церкви г. Лебедина, а похоронен он был 27 декабря «на отведенном приходскомъ кладбыще», о чём сделаны соответствующие записи в метрической книге этой церкви.

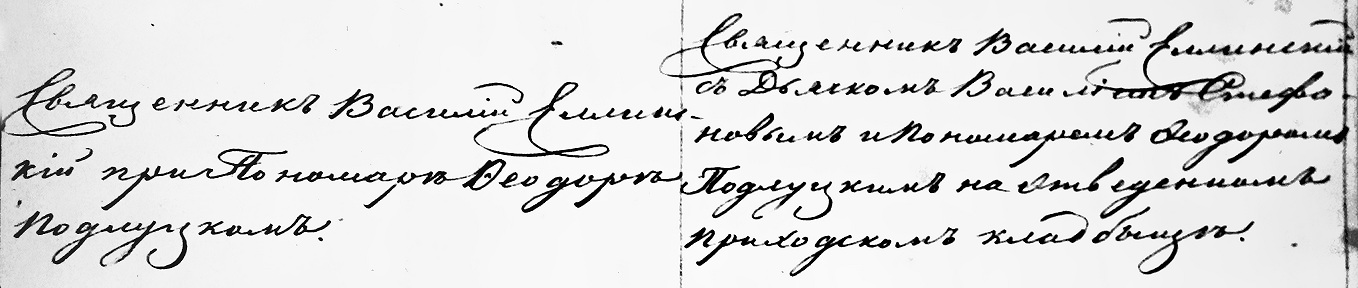
О месте захоронения Михаила Петренко в метрике Николаевской церкви г. Лебедина

Имеются архивные документы, позволяющие достаточно детально понять Лебединский период жизни Михаила Петренко.
Где именно в Славянске родился Михаил Петренко (если он родился в Славянске) и где похоронен в городе Лебедине, неизвестно, однако, исследования по этим вопросам продолжаются.
Прижизненные портреты или фотографии Михаила Петренко ене найдены. Изображения, которые иногда появляются в публикациях, есть результат художественного представления некоторых авторов.

## Семья
По-видимому, в 1848 году Михаил Петренко женился на дворянке Анне Евграфовне Миргородовой (возможно, ещё в Волчанске, или Гадяче).
В семье рождались дети: Николай (1849 г. р.), Людмила (1851 г. р.), Варвара (1853 г. р.), Мария (1855 г. р.) и Евграф (1857 г. р.).. Варвара и Людмила умерли ещё в детском возрасте.

## Творчество
Впервые упоминание о Михаиле Петренко появилось в 1841 году в поэтическом альманахе «Сніп», издававшимся А. Корсуном. В сборнике под общим заголовком «Думки» было опубликовано несколько стихотворений Поэта: «Недоля» (Дивлюся на небо та й думку гадаю…), «Вечjрнjй дзвінъ» (Якъ в сумерки вечjрнjй дзвjнъ…), «Смута» (Чого ты, козаче, чого ты, бурлаче…), «По небу блакитнjмъ очjма блукаю…», «Гей, Иване! Пора…» (два стихотворения), «Брови» (Ой, бjда менj, бjда…) и «Туди мои очj, туди моя думка…».
В 1843 году вышел украинский литературный сборник «Молодикъ», издаваемый И. Бецким. Здесь было представлено два стихотворения М. Петренко: «Вечиръ» (Зхилившись на руку, дивлюся я…) и «Батькивска могила» (Покинувъ насъ и нашу матиръ…).
Последнее, известное на сегодняшний день прижизненное издание стихотворений М. Петренко, состоялось в «Южном русском зборнике» (1848 г.), где они были объединены в цикл «Думu та співu»: «Думu мои, думu мои…», «Небо» (Дuвлюся на небо, та й думку гадаю…) (под этим названием объединены три стихотворения), «Весна» (Весна, весна, годuна мuла…), «Славьянск» (Ось, ось Славьянск! Моя родuна…)(под этим названием объединены четыре стихотворения), «Тебе не стане в сuх мистах…», «Тудu мои очи, тудu моя думка…», «Як в сумеркu вечирний дзвин…», «Ой бида мени, бида…», «Мuнулuся мои ходu…», «Чого тu, козаче, чого тu, бурлаче…», «Іван кучерявuй» (У недиленьку раненько…) и «Недуг» (Ходе хвuля по Осколу…).
Несомненно, были и другие произведения у Михаила Петренко. Так, например, в своем письме к А. Корсуну Порфирий Кореницкий пишет:

…Петренковъ нашъ кончаетъ уже свою драмму под заглавіемъ Панська любовь, очень хорошую и занимательную піэсу; также написалъ онъ ещё Словьянски писни и Сауръ-могилу и самъ отъ себя хочетъ издать…
По утверждению некоторых литераторов два последних упомянутых стихотворения были напечатаны в «Южном русском зборнике», однако, пока что это может рассматриваться как гипотеза. Текст упомянутой пьесы еще не найден.
Поисковый процесс продолжается, и еще не найдена, например, «Паньска любовъ», но, недавно, исследовательница жизни и творчества Михаила Петренко из г. Славянск Валентина Шабанова сделала интересную и очень важную находку. Речь идет о первых двух явлениях первого действия драматической думы Михаила Петренко «Найда», о которой литераторы и исследователи никогда не вспоминали.
Рукописный текст на восьми страницах, датированный 20-м января 1845 года, хранился в фондах Российской государственной библиотеки (г. Москва) много десятилетий. Более детальная информация относительно находок, приводится в книге «Михайло Петренко: Життя і творчість». Это издание является продолжением публикаций по исследованию жизни и творчества Михаила Петренко в рамках проекта «Идентификация Петренко», начатого в 2012 году.
Наиболее важными изданиями XX столетия, где были напечатаны стихотворения М. Петренко, были:
- Украінська Муза. Поетична антологія[24], переиздавалась в 1973 и 1993 годах;
- Віктор Забіла, Михайло Петренко. Поезії[25];
- Українські поети-романтики 20-40-х років ХІХ ст.[26]
- Українські поети-романтики. Поетичні твори[27].
- Михайло Петренко: Життя і творчість (Художні тексти, дослідження, документи)[28].

К творчеству Михаила Петренко критики и литераторы по-разному относились в разные времена. Достаточно рассмотреть нескольких примеров для понимания сути вопроса:
Поэт и прозаик Николай Тихорский написал критическую статью в связи с выходом поэтического сборника «Снjпъ», где описывает небольшую романтическую ысторию о поэзии: 

…То-то читаю и журналы и книги — стиховъ много — стиховъ звучныхъ, плавныхъ и даже трескучихъ, а все поэзіи нѣтъ, какъ нѣтъ! Да гдѣ она дѣвалась, наша собственная поэзія? А вотъ видите ли въ чемъ дѣло, я вамъ разскажу небольшую исторійку о похожденіи нашей поэзіи: …Лермонтовъ, уѣзжая на Кавказъ, увезъ съ собой и поэзію, онъ умеръ, поэзія осталась одна сироткой на чужой сторонѣ… Вотъ она думала передумала и рѣшилась наконецъ отправиться опять в Петербургъ; наняла извощика. -Петренко не промахъ, провѣдалъ какъ-то, что поэзія ѣдетъ на долгихъ въ Петербургъ и какъ нарочно черезъ Харьковъ; въ извѣстный день он и засѣлъ на Холодной горе, въ провальѣ. Была ночь, когда поэзія подъѣзжала къ Харькову, желая въ полнѣ насладиться Малороссійскою ночью, она вышла изъ повозки, и вперивъ глаза въ звѣздное небо, тихо брела по бульвару, извивавшемуся около дороги; г. Петренко не долго думалъ; схватилъ поэзію, и бѣегом съ нею домой. Съ тѣхъ поръ поэзія живетъ въ заперти у г. Петренки; онъ выучилъ её Малороссійскому языку, и волею-неволею заставляетъ её пѣть думки. Теперь не видать вамъ, господа, поэзіи въ Петербургѣ; г. Петренко до безумія влюбился въ Mademoiselle поэзію; M-lle поэзія очень неравнодушна къ M-r Петренко — слѣдственно они никогда не расстанутся… Думки поетъ не г. Петренко, а поэзія; что я васъ не обманываю, извольте посмотрѣть — вотъ, напримеръ Недоля…
Так писал о Михаиле Петренко украинский писатель и поэт Иван Франко:

Останній томик Зборника Метлинського займає Квітчина драма «Щира любов», писана російською мовою з виїмком української ролї Галочки. Поміщені в першім томику вірші Михайла Петренка мають дуже малу поетичну, а ще меншу язикову вартість…
Высоко ценил творчество Михаила Петренко и украинский литературовед, историк литературы Агапий Шамрай:

…невеличка його літературна продукція цікава для нас тим, що він чи не перший з харківських поетів перейшов від балядних і пісенних форм до рефлективної, психологічної лірики, що так розвинулась у романтичних традиціях інших літератур… «
Интересная статья историка украинской литературы Юрия Шереха посвящена анализу творческих начинаний Михаила Петренко в сравнении с творчеством Тараса Шевченко:

…У переборенні „котляревщини“ Петренко був послідовнішим, ніж Шевченко. У створенні „чистої“ дикції української поезії, не обтяженої реаліями побуту й подробицями щоденності, Петренко посів своє, окреме місце в історії літератури. В цьому велике принципове значення цього, зрештою малого, поета. Лексика і епітети його можуть нам видаватися малооригінальними. Для свого часу вони були революційні. Прийшов, щоб ще раз згадати слова Метлинського, п о е т.»
В литературе упоминаются иногда некоторые так называемые «интересные факты» из биографии Михаила Петренко, например, его встреча в 1859 году с Т. Шевченко и другие.
Теоретически, такая встреча могла иметь место, в то же время, принимая во внимание отсутствие каких-либо документальных подтверждений, тема нуждается в серьезных исследованиях, чем и занимаются сейчас представители рода Петренко, к которому принадлежал и Михаил Николаевич.
Не стоит спешить наполнять биографию Поэта такими «интересными фактами». Определение «предположение» более подходит в таких случаях, хотя, иногда, мысль иногда может иметь и признаки гипотезы.

## Память

### Славянск
Имя Михаила Петренко носит городская библиотека в Славянске.
В сентябре 1987 года (170-я годовщина со дня рождения М. Петренко) на здании библиотекибыла открыта памятная мемориальная доска, на которой было указано: «У 1817 році в Слов’янську народився український поет-романтик XIX століття Михайло Миколайович Петренко».
В педагогическом лицее функционирует «комната памяти» Поэта. Требует существенного обновления экспозиции.
В июле 2012 именем Михаила Петренко названа одна из улиц нового жилмассива Радужный.
На гербе и флаге Славянска изображен серебряный сокол с распростёртыми крыльями который символизирует песню «Дивлюсь я на небо та й думку гадаю, Чому я не сокіл, чому не літаю».

### Лебедин
В 1992 году на здании в Лебедине, где проживал Поэт, открыта памятная доска с надписью: «У цьому будинку з 1849 по 1862 рр. жив видатний український поет-романтик Петренко Михайло Миколайович».
Одна из улиц города носит имя Михаила Петренко.
Периодически, в городах, где проживал и похоронен Михаил Петренко, проводятся литературные вечера, посвященные его творчеству.

### (274843) Михаил Петренко
(274843) Михаил Петренко — астероид главного пояса.
Сотрудниками Андрушёвской астрономической обсерватории создан непревзойденный памятник поэту-романтику Михаилу Петренко.
Астероиду, который был открыт в ночь с 24 на 25 августа 2009, к. ф.-м. н. Юрием Иващенко и его соратником Петром Остафийчуком, и зарегистрированному Международным центром малых планет при Международном астрономическом союзе (МАС) под номером 274843, 8 октября 2014, было официально подтверждено присвоение имени Mykhailopetrenko (регистрационный номер MPC 90380) . Этому событию был посвящен вечер поэзии, который вскоре был проведен в Андрушёвке 

### Харьков
Харьковский городской совет в феврале 2016 г. переименовал улицу Бауманскую Октябрьского района именем Михаила Петренко.

### Краматорск
19 февраля 2016 года в Краматорске одна из улиц переименована в честь Михаила Петренко.

## Народное признание стихотворений Михаила Петренко
- Песня Дивлюсь я на небо та й думку гадаю — стихотворение на музыку впервые положено Людмилой Александровой.
- Песня Взяв би я бандуру…
- Цитьте, вітри! Цитьте, буйні!